# Betrieb für Bau und Liegenschaften Mecklenburg-Vorpommern
Der Betrieb für Bau und Liegenschaften Mecklenburg-Vorpommern (BBL M-V) war ein Landesbetrieb des Landes Mecklenburg-Vorpommern. Er war 2001 eingerichtet worden. 2019 wurde er aufgelöst. Seine Aufgaben übernahmen 2020 vier Staatliche Bau- und Liegenschaftsämter (SBL) mit Sitz in Schwerin, Rostock, Greifswald und Neubrandenburg. Zusammen mit der Abteilung 4 des Finanzministeriums bilden diese nunmehr die Staatliche Bau- und Liegenschaftsverwaltung.